# Langenelz
Langenelz ist ein Ortsteil von Mudau im Neckar-Odenwald-Kreis in Baden-Württemberg.

## Geographie
Langenelz liegt im Odenwald auf etwa 450 m ü. NHN im Tal der Elz, südlich von Mudau. Das Dorf gliedert sich in Ober-, Mittel- und Unterlangenelz. Diese Teilorte liegen leicht auseinandergezogen und bilden kein geschlossenes Dorf. Westlich von Langenelz liegt talaufwärts das Dorf Scheidental. Talabwärts befindet sich Laudenberg.

## Geschichte
Der Ort wurde nach dem Fluss Elz benannt, der auch heute noch Bestandteil des Ortsnamens ist. Im Jahre 1803 kam Langenelz kurzzeitig in das Fürstentum Leiningen und 1806 in das Großherzogtum Baden. 1936 wurde Langenelz in die Gemeinde Mudau eingegliedert.

## Persönlichkeiten

### Sohn des Ortes
- Franz Baier (1795–1861), Schreiner und Möbelmaler

### Ehrenbürger
- 1933: Herrmann Paßmann (* 21. Dezember 1873; † 9. Januar 1954), Unternehmer[2]